# Linia kolejowa nr 118
Linia kolejowa nr 118 Kraków Główny – Kraków Lotnisko – zelektryfikowana, w większości dwutorowa, drugorzędna linia kolejowa znaczenia państwowego w województwie małopolskim. Umożliwia ona dojazd pociągiem z centrum Krakowa do portu lotniczego Kraków-Balice. Ruch pasażerski prowadzą Koleje Małopolskie. Na linii znajduje się również bocznica PKN Orlen.

## Przebieg linii
Linia nr 118 zaczyna się na północnej głowicy rozjazdowej stacji Kraków Główny (km 0,056), odkąd pociągi korzystają z układu torowego bezkolizyjnego względem linii nr 133. Na obszarze nieistniejącej stacji Kraków Towarowy (aktualnie jest to okręg nastawczy KGA) dokonano korekty dawnych torów dodatkowych nr 3 i 6, które stały się torami zasadniczymi linii nr 118. Linia przebiega następnie przez przystanek Kraków Łobzów, gdzie znajdują dwa perony. Za Łobzowem linia wykorzystuje dawny tor nr 1 linii nr 100 (tzw. małej linii obwodowej), który nad ulicą Armii Krajowej biegnie nowym wiaduktem (przed nim znajduje się przystanek Kraków Bronowice), a tor nr 2 biegnie wzdłuż dawnej rampy.

## Parametry techniczne
Na całej długości linii maksymalna prędkość to 80 km/h dla pociągów pasażerskich i autobusów szynowych oraz 60 km/h dla pociągów towarowych. Cała linia jest klasy D3 (maksymalny nacisk na oś to 221 kN/oś (22,5 t/oś), a maksymalny nacisk liniowy to 71 kN/m (7,2 t/m).

## Historia
W 1951 PKP wybudowały linię łączącą Kraków Mydlniki z Balicami. 25 maja 2006 spółka Przewozy Regionalne uruchomiła połączenie Balice Express łączące Kraków Główny z przystankiem w Balicach, na którym stosowała podwyższoną taryfę specjalną. W późniejszym czasie nazwa połączenia została zmieniona na REGIOairport.
26 września 2013 PKP Polskie Linie Kolejowe podpisały z włoskim przedsiębiorstwem Astaldi umowę na modernizację linii. Z uwagi na przebudowę od 1 lutego 2014 zlikwidowano na niej wszystkie kursy pociągów obsługiwanych dotąd autobusami szynowymi. W ramach modernizacji wybudowano 3 nowe przystanki (Kraków Młynówka, Kraków Zakliki i Kraków Olszanica), przeniesiono przystanek końcowy bliżej terminalu lotniska, zmodernizowano przystanek Kraków Łobzów, wybudowano drugi tor oraz zelektryfikowano linię. 13 września 2015 na linii odbył się pierwszy przejazd pociągu pasażerskiego po remoncie w ramach uroczystości związanej z zakończeniem budowy pierwszej części nowego terminala pasażerskiego lotniska, a 14 września Wojewódzki Inspektorat Nadzoru Budowlanego wydał pozwolenie na użytkowanie wyremontowanej linii. Ostatecznie 28 września połączenie zostało uruchomione, a nowym przewoźnikiem zostały Koleje Małopolskie.

## Punkty eksploatacyjne
| Nazwa             | Rodzaj                         | Liczba krawędzi peronowych |
| ----------------- | ------------------------------ | -------------------------- |
| Kraków Główny     | stacja kolejowa                | 10                         |
| Kraków Główny KGA | stacja kolejowa                | 0                          |
| Kraków Łobzów     | przystanek osobowy             | 4                          |
| Kraków Łobzów     | posterunek odgałęźny           | 0                          |
| Kraków Bronowice  | przystanek osobowy             | 4                          |
| Kraków Mydlniki   | stacja kolejowa                | 2                          |
| Kraków Młynówka   | przystanek osobowy             | 2                          |
| Kraków Zakliki    | przystanek osobowy             | 2                          |
| Kraków Olszanica  | przystanek osobowy             | 2                          |
| Kraków PKN Orlen  | posterunek bocznicowy szlakowy | 0                          |
| Kraków Balice MPL | bocznica stacyjna              | 0                          |
| Kraków Lotnisko   | stacja kolejowa                | 2                          |
| [ 2 ]             | [ 2 ]                          | [ 18 ] [ 19 ] [ 4 ]        |

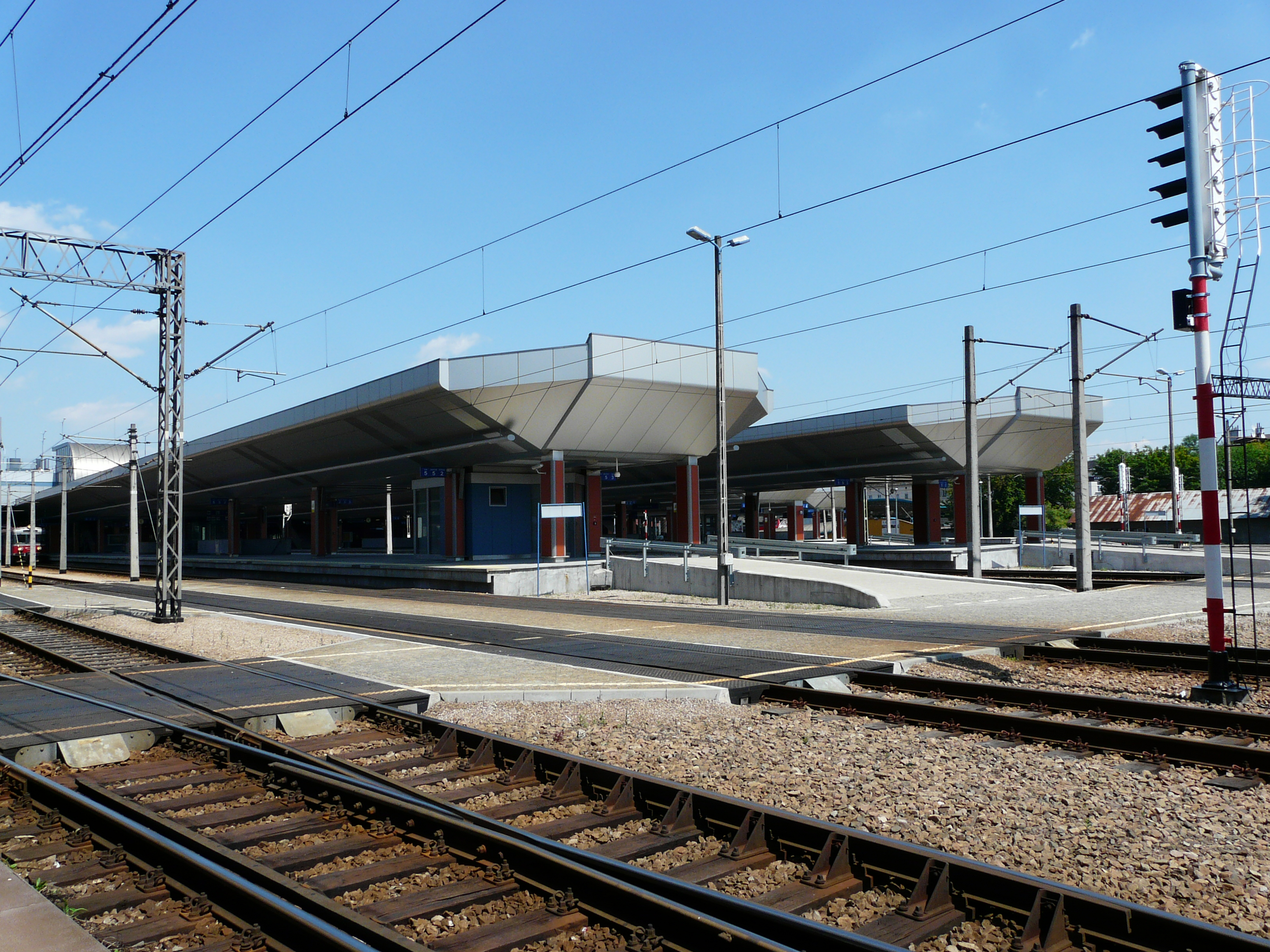
Kraków Główny
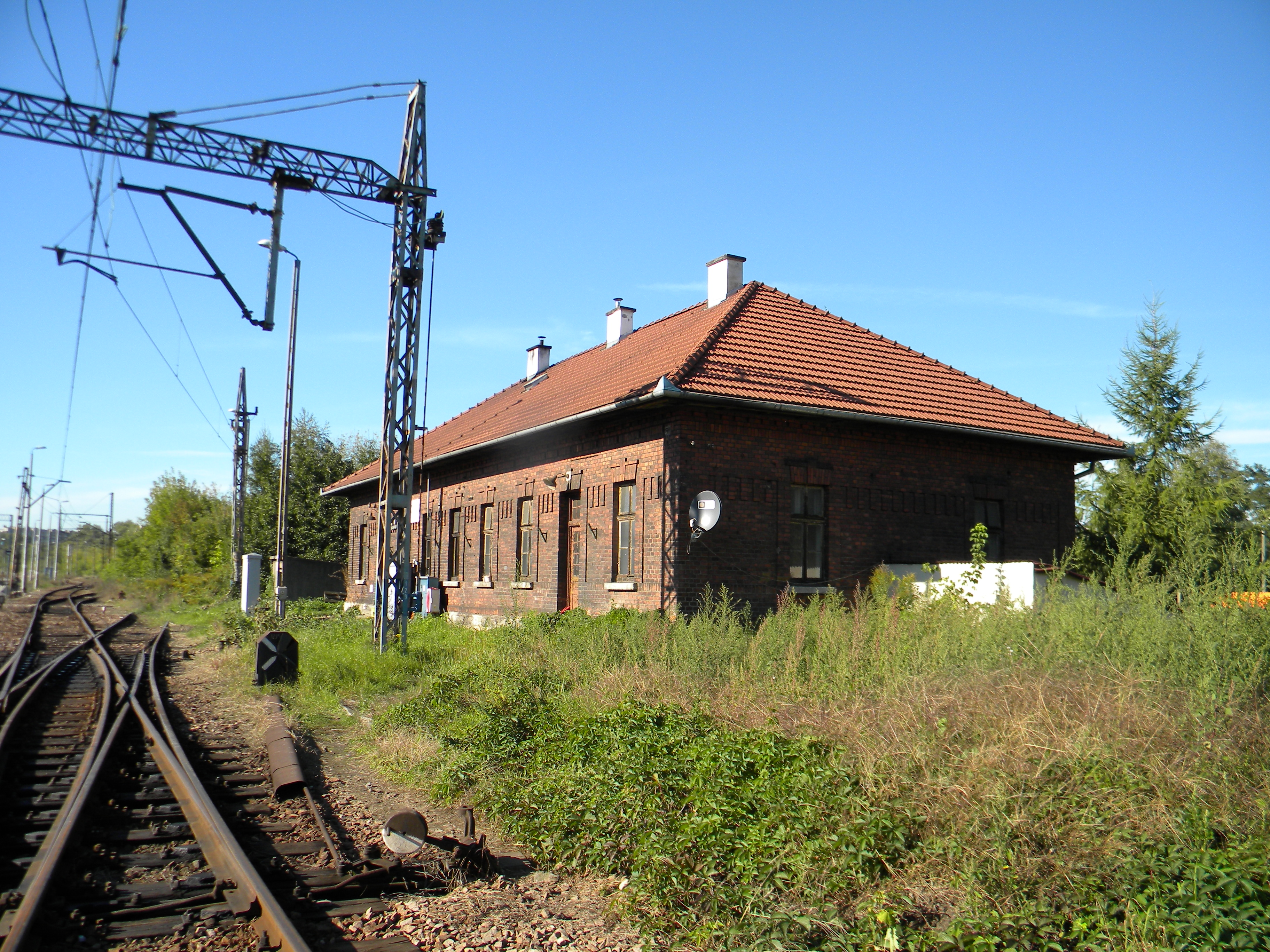
Kraków Główny KGA
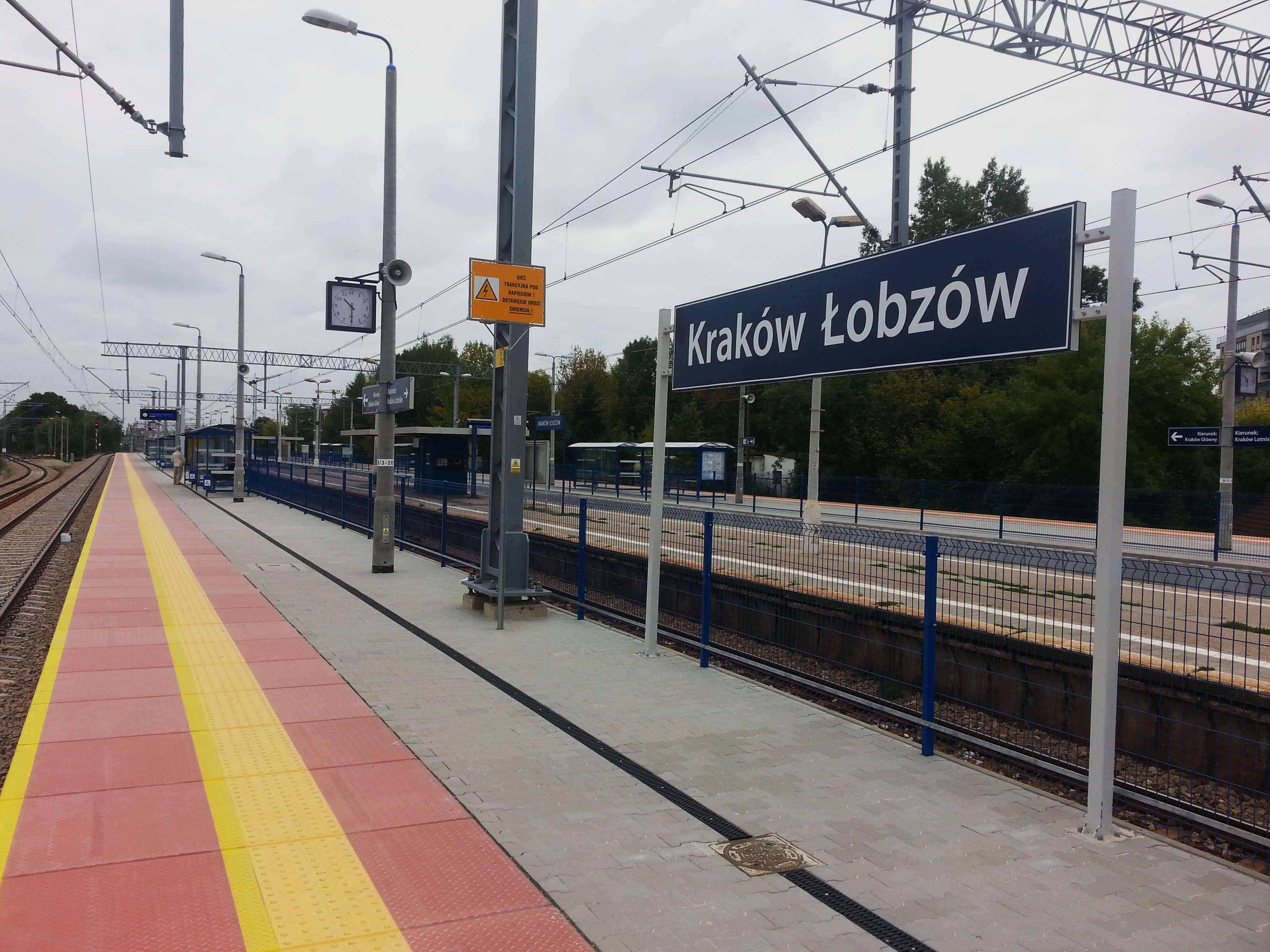
Kraków Łobzów
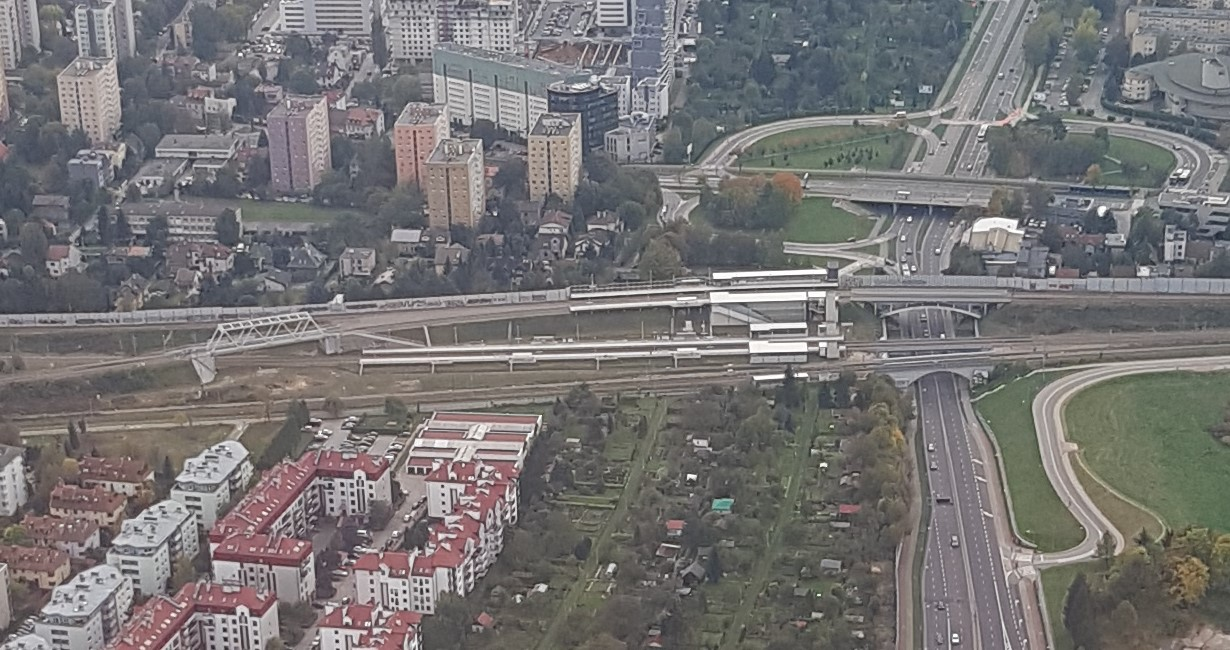
Kraków Bronowice
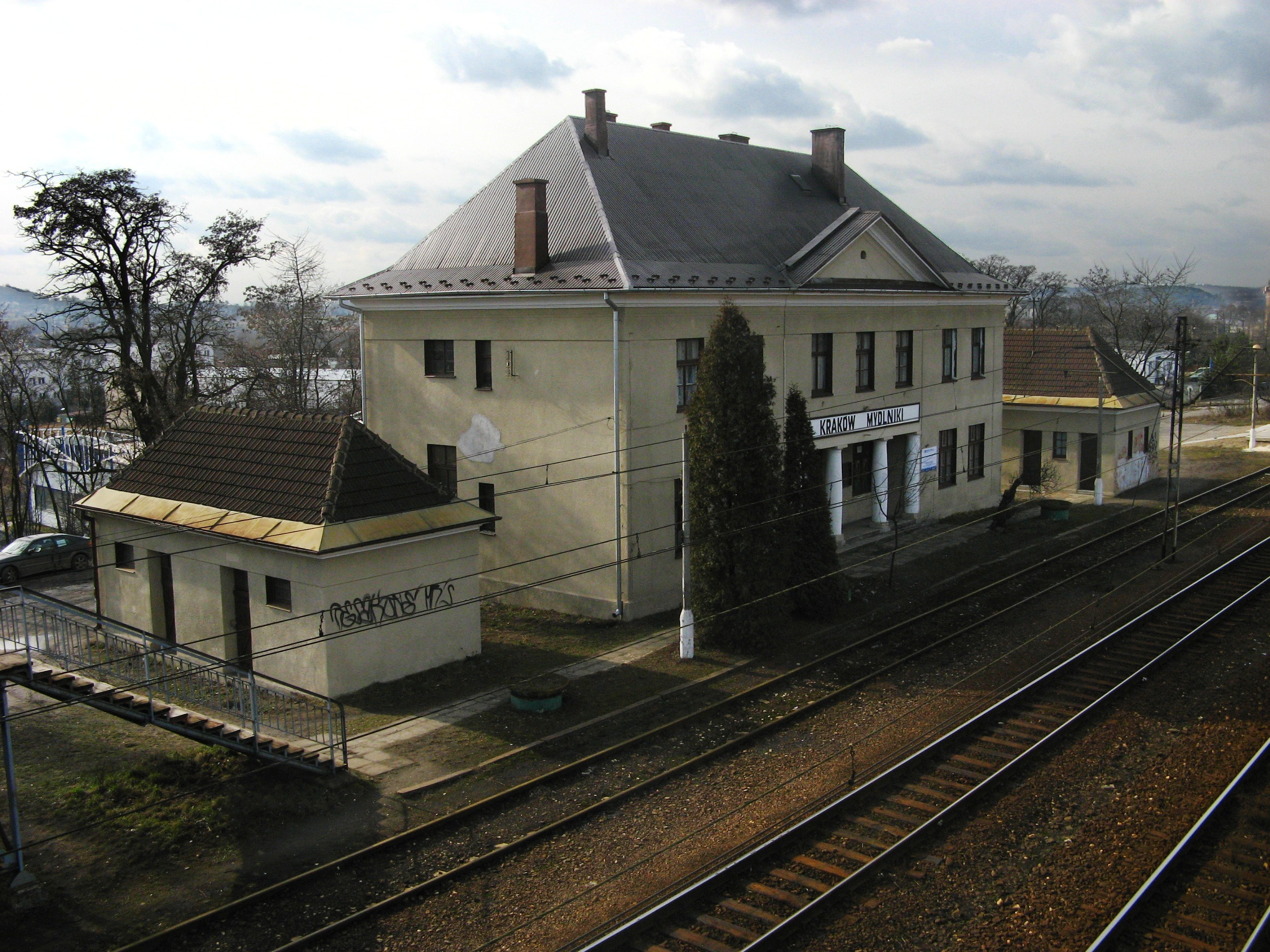
Kraków Mydlniki
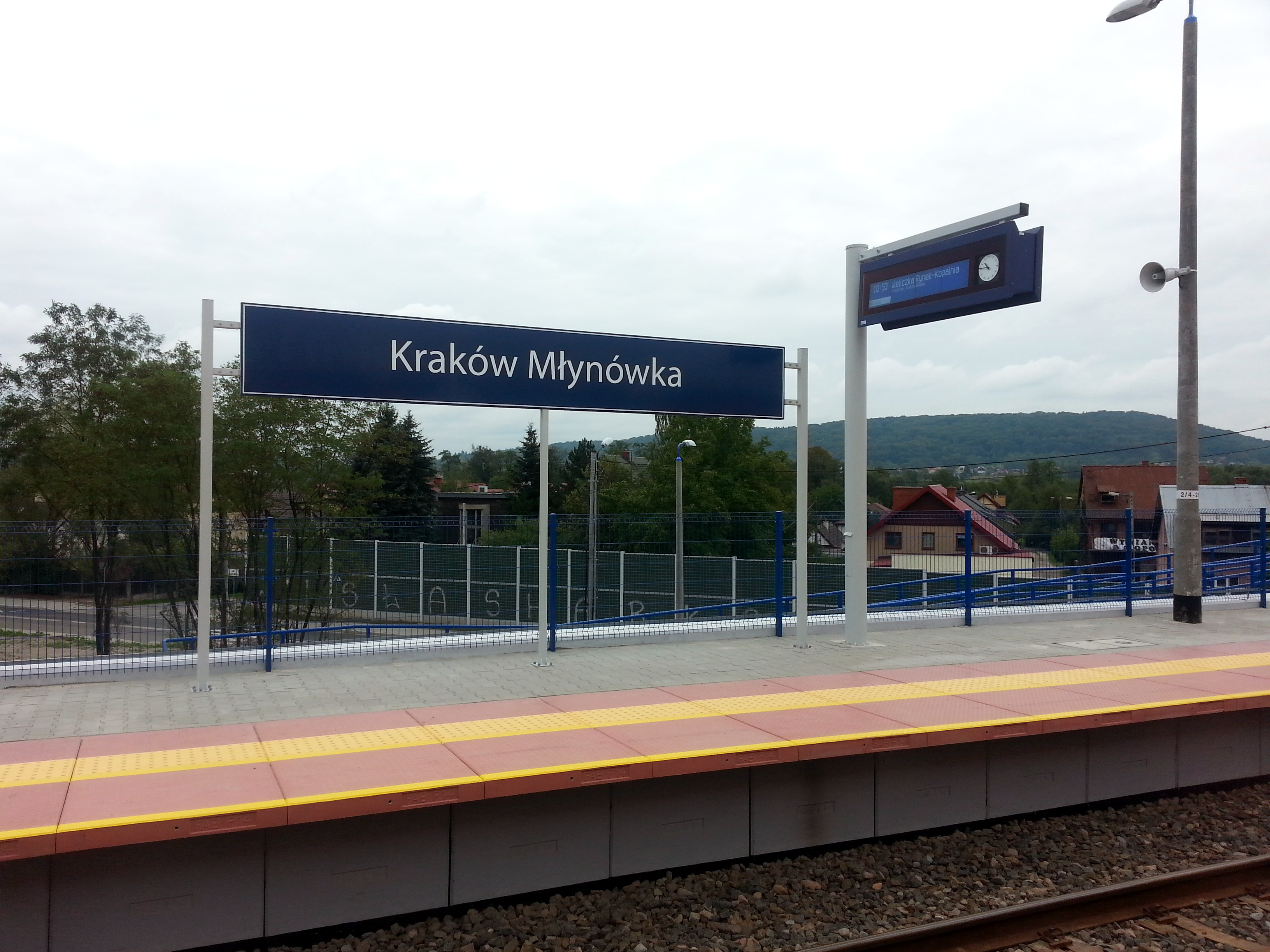
Kraków Młynówka
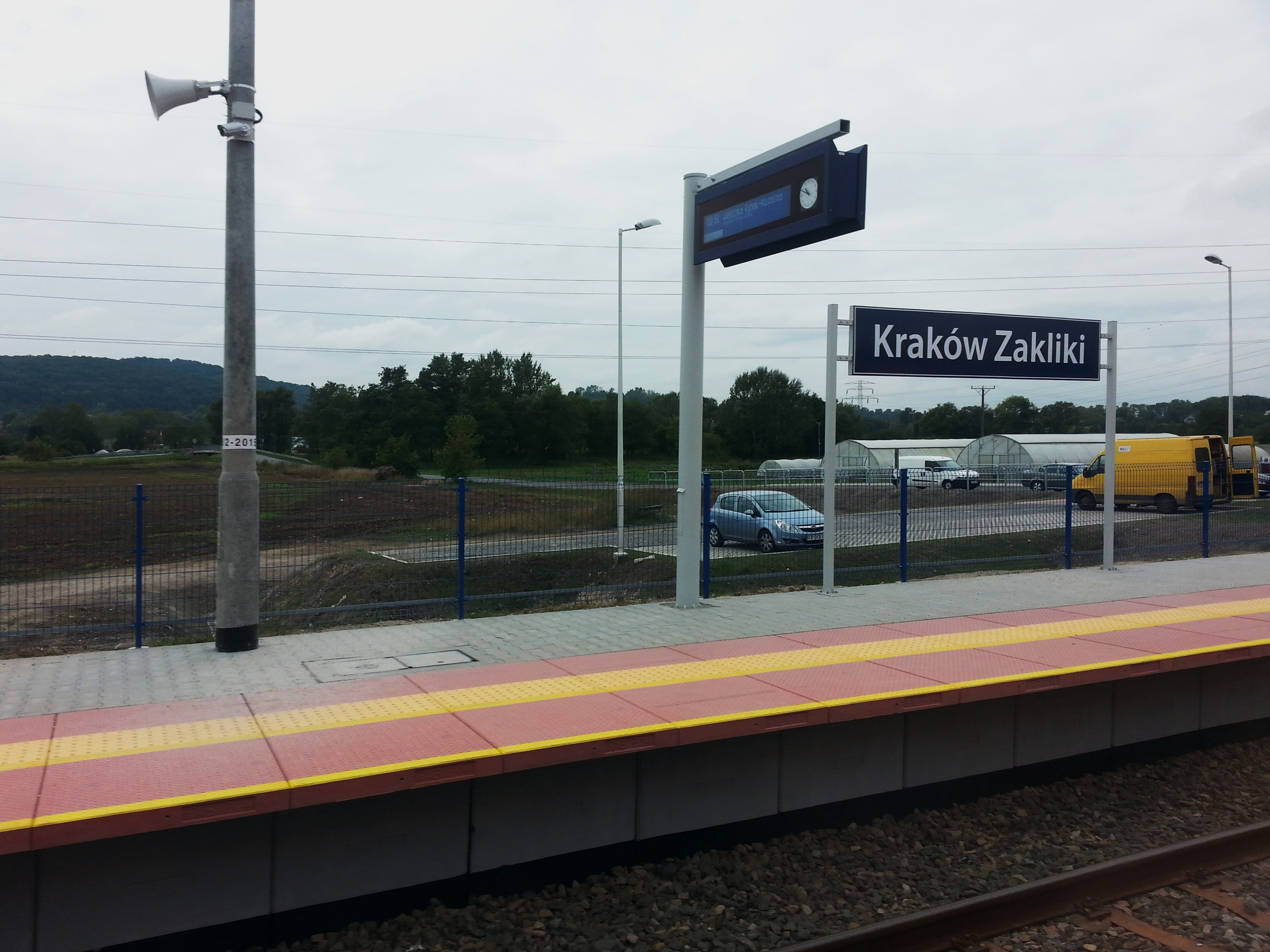
Kraków Zakliki
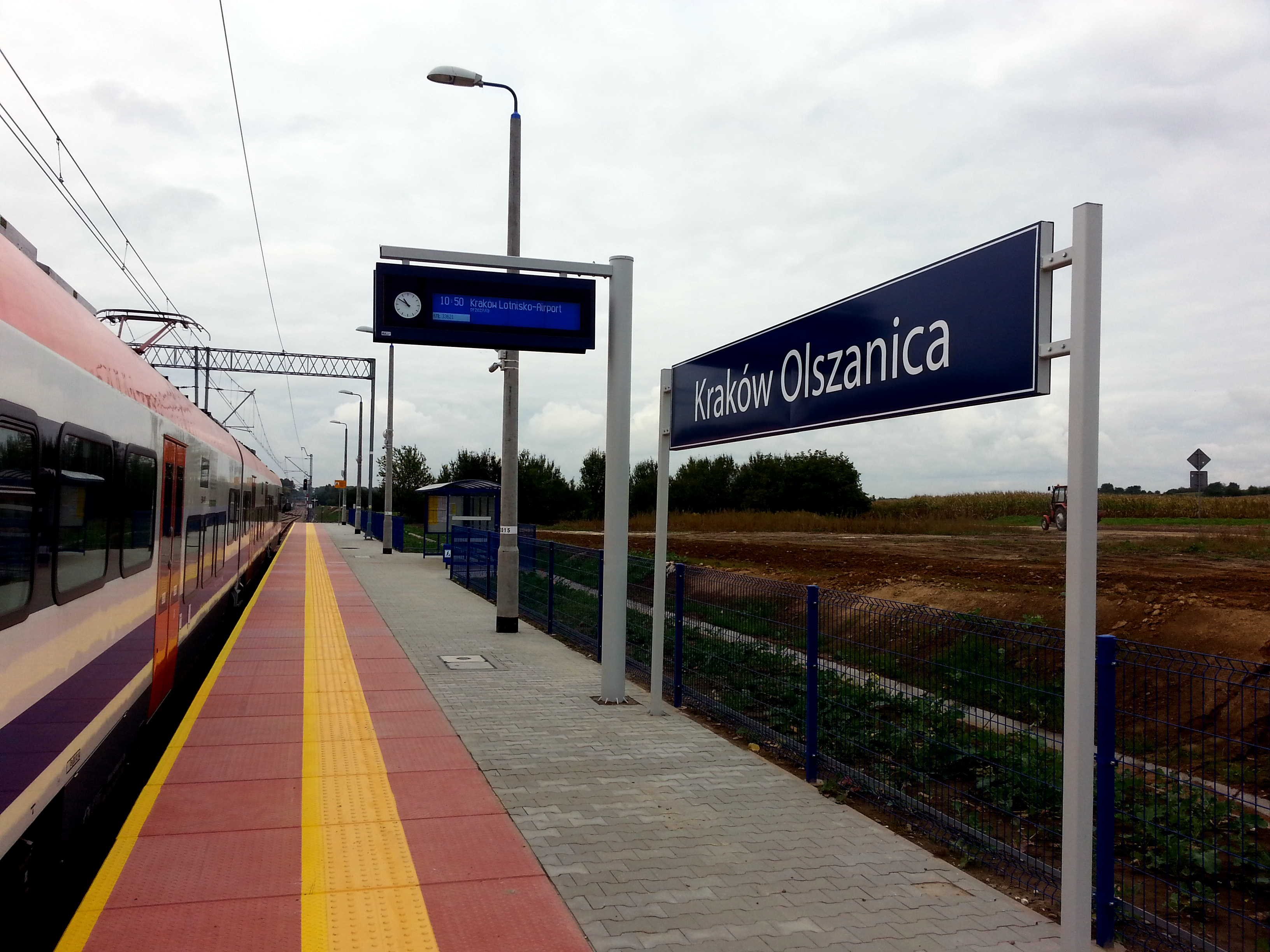
Kraków Olszanica
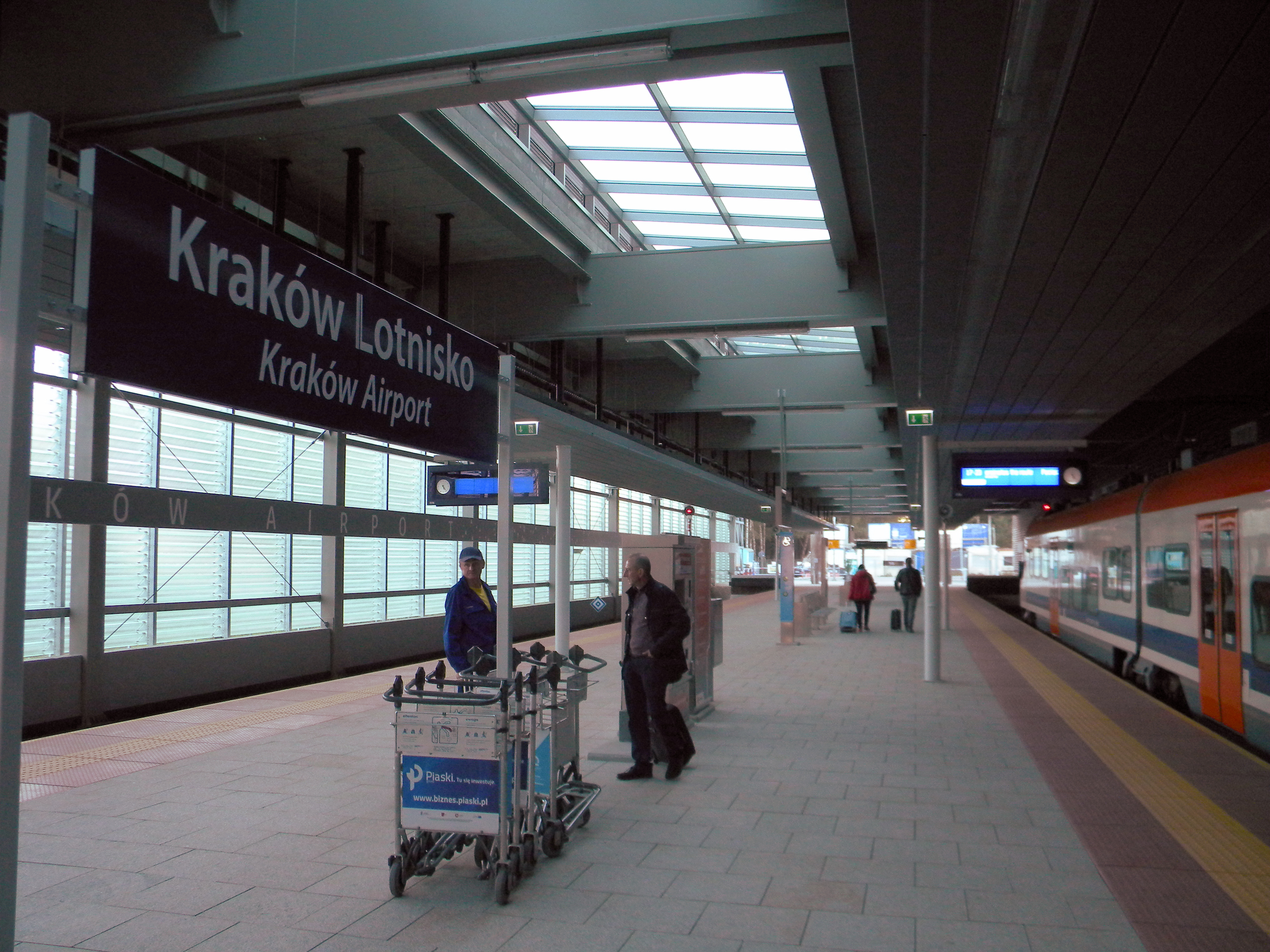
Kraków Lotnisko

## Ruch pociągów
Po linii kursują pociągi linii SKA1 relacji Kraków Lotnisko – Kraków Główny – Wieliczka Rynek-Kopalnia obsługiwane przez Koleje Małopolskie. Pociągi po linii kursują w takcie półgodzinnym; podróż ze stacji Kraków Lotnisko do stacji Kraków Główny trwa 18 minut.